# Llullaillaco
Llullaillaco – najwyższy na Ziemi (6739 m n.p.m.) czynny wulkan.
Stratowulkan znajduje się w Ameryce Południowej w Andach Środkowych na granicy Argentyny i Chile, na obszarze Puna de Atacama. Zanotowano erupcje w latach: 1854, 1868, 1877.
Najwyższe partie pokryte wiecznym śniegiem, ze względu na położenie w obszarze klimatu zwrotnikowego – gorącego i skrajnie suchego, znajduje się tutaj najwyżej położona na kuli ziemskiej granica wiecznego śniegu (powyżej 6000 m n.p.m.).
Na lodowcu w pierwszej dekadzie XXI wieku znaleziono zmumifikowane zwłoki trojga inkaskich dzieci (tzw. Dzieci z Llullaillaco). 
Pierwszego wejścia dokonali Bión González i Juan Harseim 1 grudnia 1952 roku.